# Lijst van burgemeesters van Duizel en Steensel
Dit is een lijst van burgemeesters van de voormalige Nederlandse gemeente Duizel en Steensel in de provincie Noord-Brabant tot deze per 1 januari 1923 opging in de gemeente Eersel.
| Ambtsperiode                        | Naam burgemeester                                    | Leven                               | Bijzonderheden |
| ----------------------------------- | ---------------------------------------------------- | ----------------------------------- | --- |
| 1 januari 1811 - 25 mei 1830        | Willebrordus van der Aa                              |                                     | |
| 29 juli 1830 - 5 mei 1846           | Joannes Antonius (J.A.) Panken                       | 1793-1846                           | Tevens op enig moment gemeentesecretaris van Vessem, Wintelre en Knegsel, Luyksgestel en Eersel. Broer van Joannis Baptista Panken, burgemeester van Duizel, en vader van Michael Norbertus Panken, burgemeester van Mierlo.                                                    |
| 22 september 1846 - 2 december 1863 | Johannes Cornelis (J.C.) de Wit                      | 18 juli 1811 - 2 december 1863      | In dezelfde periode tevens burgemeester van Veldhoven en Meerveldhoven. Zoon van Joannis Franciscus de Wit en broer van Henricus de Wit, beiden burgemeesters van Veldhoven en Meerveldhoven.                                                                                   |
| 21 januari 1864 - 1 januari 1882    | Gijsbertus (G.) Jaspers                              | 20 september 1822 - 1 augustus 1891 | In dezelfde periode tevens burgemeester van Veldhoven en Meerveldhoven. |
| 24 januari 1882 - 13 april 1896     | Johannes (J.) Hems                                   | 1829-1896                           | Beroep: akkerbouwer |
| 12 juni 1896 - 19 augustus 1902     | Antonius Petrus Henricus Josephus Verhoeven          |                                     | |
| 19 augustus 1902 - 1 januari 1923   | Petrus Guilielmus Amandus Gasparus (P.G.A.G.) Panken | 1875-1964                           | Op het moment van zijn benoeming de jongste burgemeester in Nederland. In een deel van dezelfde periode tevens burgemeester van Hoogeloon, Hapert en Casteren. In dezelfde periode tevens lid van de provinciale staten van Noord-Brabant. Aansluitend burgemeester van Eersel. |